# Joost Röselaers
Joost Röselaers (Genève, 11 december 1979) is een Nederlands theoloog. 

## Levensloop
Joost Röselaers groeide op in Genève en in Dakar. Hij studeerde theologie aan de Universiteit van Leiden en aan de Universiteit van Kaapstad. Hij studeerde af in de ethiek. Na zijn studie werd hij predikant voor de Remonstrantse Broederschap in Boskoop, Nieuwkoop en in Amsterdam. Van 2013 tot 2017 was Röselaers predikant van de Nederlandse Kerk in Londen. In 2016 voltrok hij daar het allereerste kerkelijk homo-huwelijk in het Verenigd Koninkrijk. Vanuit Londen nam Röselaers actief deel aan het publiek debat in Nederland. Onder meer in de Volkskrant, in NRC en in Trouw verschenen diverse opinies van zijn hand. In Londen richtte hij zich met name op Nederlandse bankiers in de City. In 2017 keerde hij terug naar Nederland en volgde Tom Mikkers op als algemeen secretaris van de Remonstrantse Broederschap. Daarnaast begon hij in Amsterdam als predikant van Vrijburg. Door Elsevier werd hij in 2017 Elsevier genoemd als een van de vier toonaangevende predikanten in Nederland. Röselaers is directeur (lid) van de Koninklijke Hollandsche Maatschappij der Wetenschappen. 

## Publicaties
- Het vrije woord, religie en politiek in Domineesland (samen met Fennand van Dijk) - Uitgeverij Meinema, 2012.

- Gemeinsame Normdatei: 1024379337
- International Standard Name Identifier: 0000 0003 8100 7548
- Library of Congress Control Number: n2013072112
- Nederlandse Thesaurus van Auteursnamen: 328829110
- Virtual International Authority File: 260386430
- WorldCat: E39PBJyxgbcwt3D3HF3GcvMMfq